# Domodossola–Milánó-vasútvonal
A Domodossola–Milánó-vasútvonal egy 153 km hosszúságú, normál nyomtávolságú vasútvonal Olaszországban, Domodossola és Milánó között. A vonal 3000 V egyenárammal villamosított, fenntartója az RFI.

## Története
A vonalat az 1860-as évek elején fejezték be Gallarate-ig, majd 1882-ben meghosszabbították a Ticino folyón át, és 1888-ban eljutott Domodossoláig. A Simplon-alagút elkészült, és a vonalat 1906-ban Domodossolából meghosszabbították az alagútig; 1922-ben kétvágányúvá bővítették. 1865-től a Società per le strade ferrate dell'Alta Italia (Felső-Itáliai Vasút), 1885-től a Società per le Strade Ferrate del Mediterraneo (Mediterrán Vasúttársaság), 1905-től pedig a Ferrovie dello Stato (Olasz Államvasutak) része.

## Útvonal
A vonal teljesen villamosított, 3000 voltos egyenfeszültségű és kétvágányú. Az Arona és Domodossola közötti egyes szakaszokon a két vágány nem párhuzamos: a Milánó felé vezető déli vonal közvetlenül a Maggiore-tó partján halad; a Domodossola felé vezető északi vonal a helyi földrajzi adottságok miatt kissé beljebb található. Domodossolánál a villamosítási rendszer a Simplon-alagútnál a svájci 15 000 voltos, 16,7 Hz-es váltakozó feszültségű rendszerre változik.
A regionális vasúti személyszállítási szolgáltatást a Trenord üzemelteti. A Gallarate és Milánó közötti szakaszon az S5-ös elővárosi vonal is közlekedik. A vasútvonalon közlekednek továbbá a távolsági EuroCity és EuroNight vonatok, valamint itt közlekedtek a nagysebességű Cisalpino vonatok, amelyek összekötötték Milánót a svájci Lausanne, Genf, Bern és Bázel városokkal.
A Domodossola-Milánó vonalat a Trenitalia Cargo, az SBB Cargo Italy és más magáncégek által üzemeltetett tehervonatok is használják.
A vonal Milánó északnyugati részén, a síkságon keresztül halad át a metropoliszon, Gallarate felé. A vonal az alsó Varese tartomány erdein keresztül halad tovább a Maggiore-tó felé. Sesto Calende után egy vashídon keresztezi a Ticino folyót, amelyet 1882-ben adtak át a forgalomnak. A 33-as állami út (a Milánó-Simplon hágóút) ugyanezen a hídon halad át, a vasút felett. Aronától a vonal nagyrészt a Maggiore-tó nyugati partja mentén halad, a part fölött maradva, áthaladva Stresa jelentős turistavárosán. Baveno után belép a Toce-síkságra, és mintegy 30 km-en át az Ossola-völgyben halad Domodossoláig. Ezután kilenc alagúton keresztül közelíti meg a Simplon-alagutat, köztük a 2966 méter hosszú Varzo alagutat, amely a magasság növelése érdekében spirálisan épült.